# Blood Sport
Cet article possède un paronyme, voir Bloodsport (homonymie).
Blood Sport est un téléfilm américain, réalisé par Jerrold Freedman et diffusé, en 1973.

## Synopsis
Au début des années 70, dans une petite ville du sud où l'équipe de football du lycée est une immense source de fierté locale, Dwayne Birdsong a minutieusement entraîné et préparé son fils, David , pour qu'il devienne la star de l'équipe. Le père et le fils espèrent que David obtiendra une bourse sportive dans une grande université, mais l'entraîneur de l'équipe Marshall s'inquiète pour l'avenir de sa star. Il ne se soucie que de réussir une saison gagnante, même si cela signifie compromettre la santé et les rêves de David.

## Fiche technique
- Titre original : Blood Sport
- Titre français : Blood Sport
- Réalisation : Jerrold Freeman
- Scénario : Jerrold Freeman
- Musique : Randy Edelman
- Montage : Richard C. Glouner
- Production: Paul Junger Witt, Tony Thomas
- Société de Production: Danny Thomas Productions
- Pays d'origine: États-Unis
- Langue originale: Anglais
- Format : couleur - 1,33:1 (4/3 à la télévision) - son Stéréo
- Genre: Sport, Drame
- Durée: 90 minutes
- Dates de sortie:
- États-Unis: 05 Décembre 1973

## Distribution
- Dwayne Birdsong: Ben Johnson
- David Lee Birdsong: Gary Busey
- Dennis Birdsong: William Lucking
- Blanche Birdsong: Jan Clayton
- Monsieur Schmidt: David Doyle
- Mary-Louise Schmidt: Mimi Maynard
- Madame Birdsong: Peggy Rea
- Michael Braun: Craig Richard Nelson
- Reuben: Michael Lembeck
- Franck Dorsdale: Val Avery
- Monsieur Millsaps: William Hansen
- Bubba Montgomery: Michael Talbott
- Besco: Lee Delano
- Coach Marschall: Larry Hagman